# キア・ライノ
ライノ（RHINO、朝: 라이노）は、大韓民国の起亜自動車によって1988年から2004年まで生産・販売された4 - 5トンの中型トラックである。

## 初代

### ライノ（1988年 - 1998年）
1988年にボクサーの後継車として発売。ボディは3代目日野・レンジャーをベースに、キャビンのデザインは2代目マツダ・タイタンをベースに設計された。エンジンは日野自動車のH07C型エンジンを搭載し、シャーシは3代目日野・レンジャーFD系のものを使用している。また、日野自動車のH07Cエンジンは、同クラスのバスであるAM818コスモスにも搭載されている。
1993年にマイナーチェンジされ、フロントグリルが無塗装から黒色に変更され、助手席に安全窓が追加された。また、エンジンが起亜自動車のK6型エンジン（K6700型）に変更された。パーキングブレーキは、乗用車やワゴン車と同様の機械式である。

## 2代目

### ニューライノ（1998年 - 2004年）
1998年に初代ライノと2代目ボクサーの統合後継車として発売。4代目日野・レンジャーをベースに開発された。エンジンは日野自動車のH07D型エンジンをベースに開発されたK7型エンジンを搭載。
初期はフロントグリルが横長だったが、2000年から縦長に変更された。初代ライノから使用していた機械式パーキングブレーキも2000年から空気圧式に変更され、2001年からステアリング・ホイールの形状が現代車と同様のものに変更されたが、2004年9月に自動車排出ガス規制を満たせず、ヒュンダイ・メガトラックに競合力で勝てず、パマックスと共に後継車なしで生産終了となり、起亜自動車は中型トラック市場から撤退した。